# 富蘭克林縣 (喬治亞州)
富蘭克林縣（英語：Franklin County）是位於美國喬治亞州東北部的一個縣，東北鄰南卡羅萊納州。面積690平方公里。根據美國2000年人口普查，共有人口20,285人。縣治卡恩斯維爾（Carnesville）。
成立於1784年2月25日，縣名紀念美國開國元勳本傑明·富蘭克林。